# Guineu voladora de Pohle
La guineu voladora de Pohle (Pteropus pohlei) és una espècie de ratpenat de la família dels pteropòdids. És endèmica d'Indonèsia. El seu hàbitat natural són els boscos primaris, estiguin pertorbats o no. Està amenaçada per la caça i la desforestació.